# Gianbattista Scugugia
Giovanni Battista Scugugia (Olbia, 7 ottobre 1970) è un ex calciatore italiano, di ruolo difensore.

## Carriera
Ha esordito a 17 anni in prima squadra con la maglia dell'Olbia ,in Serie C2.
Ha militato in varie squadre italiane di Serie B e Serie C, tra cui Perugia e Siena. Ha toccato i suoi livelli più alti giocando in Serie A con il Cesena tra il 1988 e il 1990 e poi con il Cagliari nella stagione  1996-1997. La sua ultima squadra professionistica è stata la Sangiovannese, dove ha militato in Serie C1 fino al 2008.
Fino al dicembre 2008 ha militato nel Savona, in Serie D, per poi passare al Tavolara. Dal dicembre 2009 al giugno 2013 è rimasto a giocare sempre in Serie D, indossando la casacca azzurra del Budoni. Per la stagione 2013-2014 viene ingaggiato dal Tre Fiori, nel campionato sammarinese.
Dopo essere rimasto svincolato, nell'autunno 2014 all'età di 44 anni trova l'accordo con il Romagna Centro, squadra di Serie D, dove a fine stagione chiude la carriera.

## Palmarès
- Campionato italiano Serie D: 1

Aglianese: 2001-2002 (girone D)